# Gloeocystidiopsis cryptacanthus
Gloeocystidiopsis cryptacanthus är en svampart som först beskrevs av Narcisse Theophile Patouillard, och fick sitt nu gällande namn av E. Larss. & K.H. Larss. 2003. Gloeocystidiopsis cryptacanthus ingår i släktet Gloeocystidiopsis och familjen Peniophoraceae.   Inga underarter finns listade i Catalogue of Life.